# Marshall (Missouri)
Pour les articles homonymes, voir Marshall.
La ville de Marshall est le siège du comté de Saline, dans l'État du Missouri, aux États-Unis.
Au recensement de 2020, la ville comptait 13 806 habitants.

## Histoire
Jeremiah O'Dell a fait don de soixante-cinq acres de terrain à Jeremiah O'Dell pour la ville de Marshall le 13 avril 1839. La ville doit son nom au juge en chef de la Cour suprême des États-Unis , John Marshall et a été désignée comme siège du comté de Saline. Après l'incendie des deux premiers palais de justice de Marshall, le palais de justice du comté de Saline a été construit en janvier 1882 et a été ajouté au registre national des lieux historiques en 1977 . Le palais de justice est un monument situé au centre de Marshall Square et un héritage de l'architecture du XIXe siècle,.

## Démographie
Au recensement de 2020, Marshall compte 13 806 habitants. La population en 2019 était divisée en 80,3 % de Blancs , 7,6 % d'Afro-américains , 0,9 % d'Asiatiques, 1,9 % d'Océaniens et 3,1 % d'au moins deux ethnies. Les Hispaniques et Latinos de toutes ethnies représentaient 17,1 % de la population. Le revenu médian des ménages était de 42 584 $ et le taux de pauvreté de 19,8 %.

## Personnalités
- Noble Johnson (1881–1978), acteur et producteur.
- Bob James (* 1939), claviériste, arrangeur et producteur de jazz.